# Aryan Tari
Aryan Tari (Persiska: آرین طاری; född den 4 juni 1999, är en norsk schackspelare och stormästare av iranskt ursprung. Tari var norsk mästare i schack 2015 och 2019 samt mästare av Junior-VM i schack 2017. Sedan november 2021 är han den näst högst rankade spelaren från Norge av FIDE, efter den nuvarande världsmästaren Magnus Carlsen.

## Schackkarriär
Tari har spelat schack sedan han var fem år. Tari blev norsk mästare redan vid sju år. Han blev senare nordisk mästare två gånger och tog brons i EM.
Aryan Tari blev stormästare 2016 redan vid 16 år, fem månader och 22 dagar. Han fick sin första stormästartitel vid 13 års ålder under en öppen turnering på Fagernes, den andra när han deltog i lag-EM under hösten 2015 och den sista i samma turnering efter oavgjort mot Tysklands stormästare Daniel Fridman.
I juniorvärldsmästerskapet i november 2017 uppnådde Aryan Tari 8,5 poäng på 11 omgångar och blev med det resultatet juniorvärldsmästare. Han är den enda norrmannen som har vunnit denna titel.